# Hegyi család (agyagfalvi)

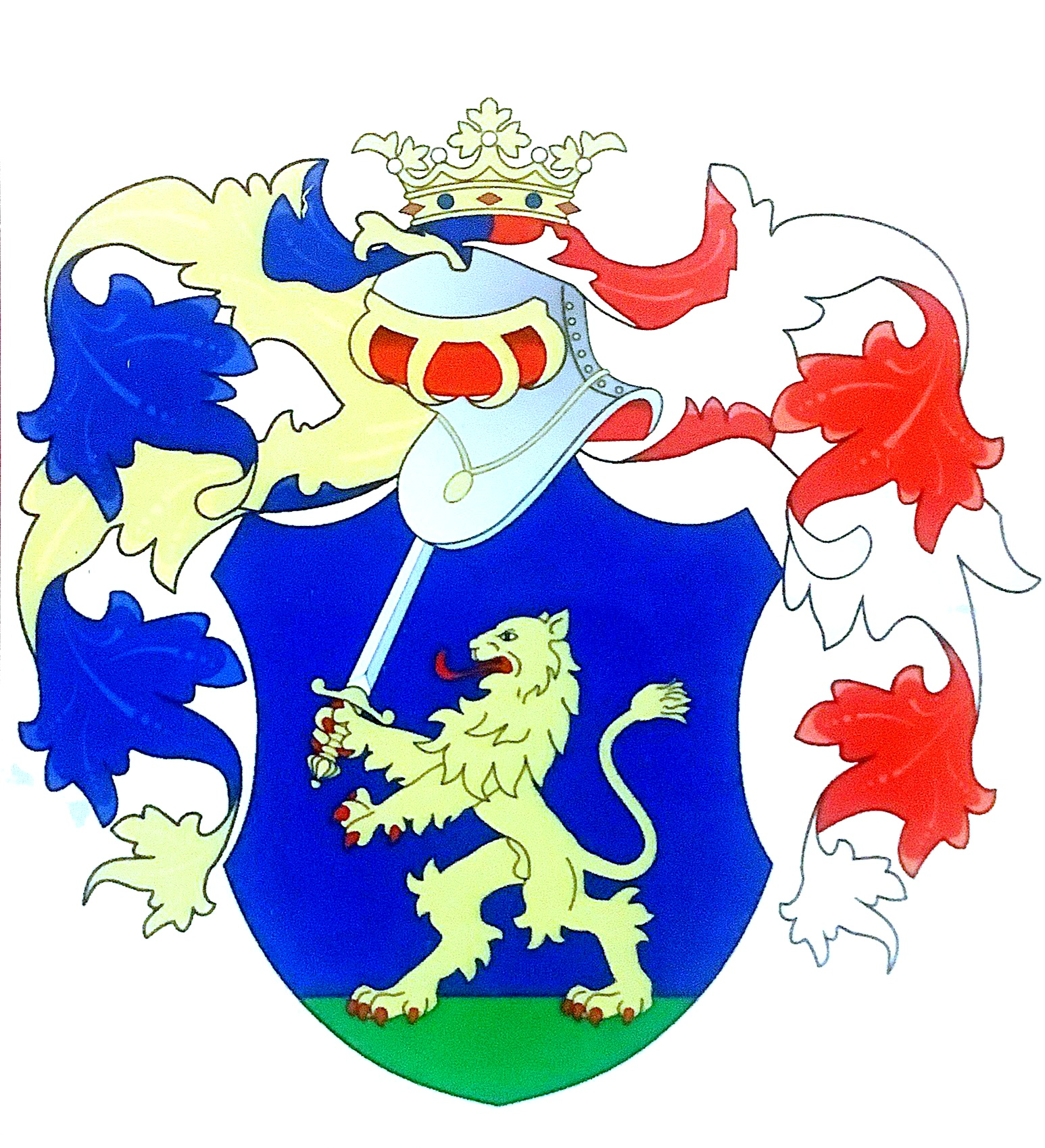

Az agyagfalvi Hegyi család ősi székely református nemesi család, a  legrégebbi, amelyet Agyagfalván említenek. Hegyi Ferencz már 1576-ban birtokos Agyagfalván. Címeres levelet agyagfalvi előnévvel Báthory Gábor fejedelemtől kaptak a Hegyi testvérek 1610-ben.) A család egy ága később  Bikafalvára költözött, egy másik Nagygalambfalvára, míg egy harmadik  Siklódra. 
A siklódi ágból Hegyi Gergely  a hagyomány szerint a tatárok réme volt. Roppant erejű hős, egyszersmind a vidék királybirója. Harci méne mindig nyergelve, és ö maga is mindig talpig fegyverben állott. "Egykor nagy csapat tatár jött a falura: a nép jajveszékelve menekült; de hős Hegyi lovára ugorva, nekirontott a tatároknak, s roppant szablyájával sokat lekaszabolt közülök; a többit űzőbe vette, s e szikla élen leugratva, pusztitá el. Hegyinek nevét és hőstettét fentartja a hagyomány"  Nehéz szablyáját és kopja zászlóját sokáig tartogatták az utódok mint ereklyét.
A család ősi fészkében, Agyagfalván a mai napig megtalálhatóak a Hegyi nemzetség leszármazottai, ugyanakkor a család tagjai az évszázadok során szétszóródtak szinte az egész világon.

## Címer
A sisakon egy háromágú korona található sisakdísz nélkül. A sisaktakaró bal oldalon kék és arany színű, míg a jobb oldalon piros és ezüst. Az osztatlan címerpajzson egy ágaskodó oroszlán tart a jobb mancsában egy ezüst színű kardot.

## Híres művészek
A Hegyi családban régi hagyománya van a művészetek ápolásának, így több kimagasló művész is van a családban, mint pl. Hegyi István író, Hegyi Mózes református lelkész, író vagy Hegyi Gábor trombitaművész.